# خونگ‌گوانگ
خونگ‌گوانگ (به چینی: 弘光) به‌معنای پرتو بزرگ، نام سلطنتی جو یوسونگ (به چینی: 朱由崧) (زادهٔ ۱۶۰۷ – درگذشتهٔ ۱۶۴۶) شاهزادهٔ فو و نخستین امپراتور دودمان مینگ جنوبی در چین بود که برای مدت کوتاهی از ۱۶۴۴ تا ۱۶۴۵ فرمانروایی کرد.

## زندگینامه
جو یوسونگ در ۱۶۰۷ زاده شد. او پسر جو چانگشون و یکی از اعضای خانوادهٔ سلطنتی مینگ بود و پیش از نشستن بر تخت امپراتوری عنوان شاهزادهٔ فو را داشت.

## رسیدن به قدرت
هنگامی‌که در اواسط ماه مهٔ ۱۶۴۴ خبر خودکشی چونگ‌جن، امپراتور وقت چین از دودمان مینگ به نانجینگ رسید شهر در بهت و ناباوری فرو رفت. خیلی زود بالاترین صاحب‌منصبان نانجینگ با یکدیگر دیدار کردند تا دربارهٔ چگونگی رویارویی با بحران پیش‌آمده مشورت کنند. از آنجا که سرنوشت جانشین رسمی امپراتور در آن زمان در هاله‌ای از ابهام قرار داشت، بسیاری از این صاحب‌منصبان بر این باور بودند که هنوز برای انتخاب امپراتور جدید زود است. با این‌حال بیشتر آنان بر این موضوع توافق داشتند که باید هرچه زودتر فردی از خانوادهٔ سلطنتی انتخاب شود تا بتواند وفاداران به دودمان مینگ در جنوب را گرد هم آورد.
از آنجا که جو یوسونگ، شاهزادهٔ فو نفر بعدی برای جانشینی پس از مرگ پسران امپراتور بود، دربار مینگ در نانجینگ در اوایل ژوئن ۱۶۴۴ او را به‌عنوان کسی که ادارهٔ امور را در دست گیرد انتخاب نمود. جو یوسونگ در آن زمان در شاهزاده‌نشین خود در هنان بود و پس از دریافت خبر انتخابش به سوی نانجینگ حرکت کرد. ما شی‌یینگ و شی که‌فا حمایت نظامی و سیاسی خود از او را اعلام کردند و شاهزادهٔ فو در ۵ ژوئن وارد شهر شد. او در ۶ ژوئن عنوان «پشتیبان کشور» (نایب‌السلطنه) را پذیرفت و در ۷ ژوئن به کاخ سلطنتی، جایی که نشان رسمی منصب جدیدش را دریافت داشت نقل مکان نمود.

## دوران حکومت

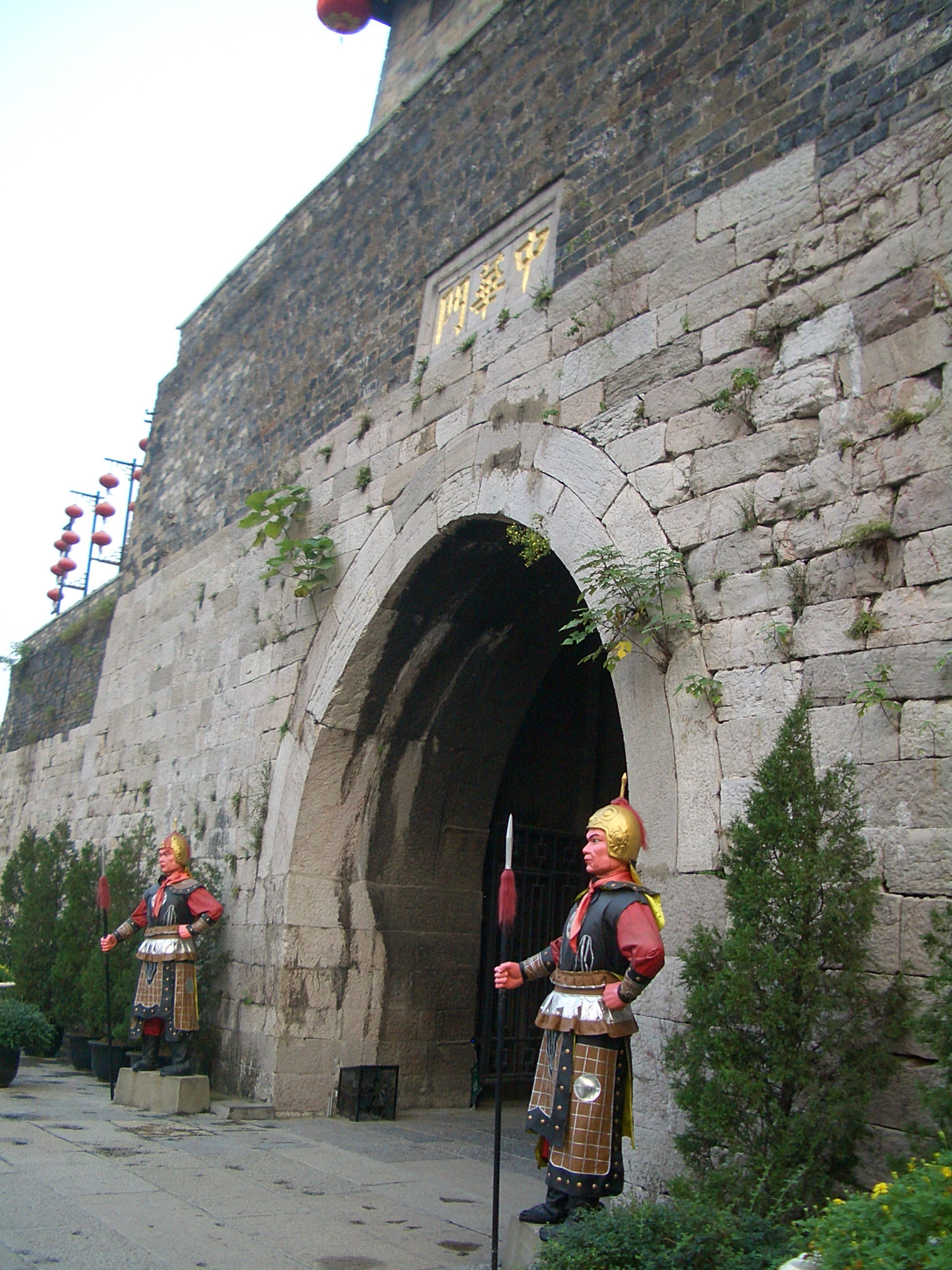
دروازه ژونگهوا در بخش جنوبی شهر محصور نانجینگ.

دیری نپایید که جو یوسونگ با ترغیب برخی مقام‌های درباری خواهان نشستن بر تخت امپراتوری شد. شی که‌فا که از رویارویی با ما شی‌یینگ و دیگر حامیان شاهزاده بیمناک بود توانست دیگر درباریانی را که به این موضوع تمایلی نداشتند به پذیرش جو یوسونگ به‌عنوان امپراتور راضی نماید. بدین ترتیب جو یوسونگ رسماً در تاریخ ۱۹ ژوئن ۱۶۴۴ و در سایهٔ حمایت ما شی‌یینگ که دو روز زودتر همراه با ناوگان جنگی عظیمی وارد نانجینگ شده بود به‌عنوان امپراتور خوانگ‌گوانگ تاجگذاری کرد. پس از آن تصمیم برآن شد تا سال قمری آینده به‌عنوان نخستین سال حکومت خونگ‌گوانگ و نانجینگ به‌عنوان پایتخت انتخاب شود.
بااین‌حال ارتش چینگ در ۲۵ آوریل ۱۶۴۵ موفق به تصرف یانگجو و دستگیری ژنرال شی که‌فا شد که وظیفهٔ پاسداری از آنجا را برعهده داشت. با این حال شاهزاده دودو حاضر شد تا از جان او بگذرد و حتی به شی پیشنهاد پیوستن به چینگ و دریافت مقام را داد. اما شی که‌فا که همچنان به مینگ وفادار بود حاضر به پذیرش این پیشنهاد نشد و ترجیح داد دست به‌خودکشی زند. با رسیدن اخبار مربوط به پیشروی دشمن به نانجینگ، خونگ‌گوانگ، ما شی‌یینگ و تنی چند از خواجگان درباری از روی ترس به شهر ووهو گریختند. در ۱۵ مهٔ همان سال وزیر جائو لونگ، وانگ فنگ و چیان شیان خود را تسلیم چینگ نمودند و در نتیجه، نانجینگ و چند شهر دیگر سقوط کرد.

## مرگ
خونگ‌گوانگ در ۲۸ مهٔ ۱۶۴۵ دستگیر و برای محاکمه به دربار چینگ در پکن فرستاده شد. در آنجا او را در سال ۱۶۴۶ اعدام کردند و بدین ترتیب دوران حکومت او به‌عنوان نخستین امپراتور مینگ جنوبی به پایان رسید. با این حال مقاومت دربرابر منچوهای چینگ تا ۱۶۶۲ که آخرین سنگرهای مینگ درهم‌شکسته‌شد ادامه یافت.